# Letter Gothic
Il Letter Gothic è un font monospazio sans-serif creato tra il 1956 ed il 1962 da Roger Roberson per l'IBM presso lo stabilimento di Lexington, è ispirato al font Optima. Inizialmente le parti terminali delle lettere erano "svasate". È stato originariamente pensato per essere usato sulle macchine per scrivere elettriche Seletric. È molto leggibile e ne viene consigliato l'uso per la documentazione tecnica e i fogli dove sono presenti dati incolonnati. Un font ad esso ispirato è il New Letter Gothic (proporzionale) creato per ParaType da Gayaneh Bagdasaryan.